# الهوس بالمصريات

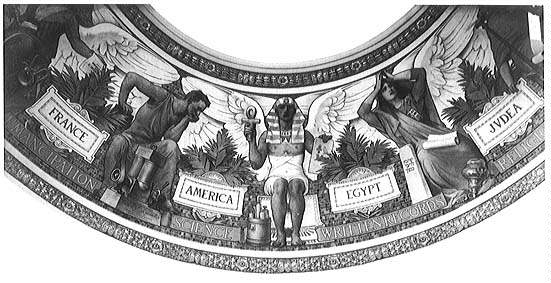
تطور الحضارة جزء من جدارية لادوين بلاش فيلد غرفة القراءة بمكتبة الكونغرس وتقترح علاقة خاصة بين مصر كأول الحضارة وأمريكا كأحدث الحضارة

تمثّل الهوس بالمصريات أو ايجيبتومانيا (بالإنجليزية: Egyptomania)‏ خلال القرن التاسع عشر في تجدد اهتمام الأوروبيين بمصر القديمة نتيجة للحملة الفرنسية على مصر التي قام بها نابليون (1798-1801)، وتحديدًا نتيجة للدراسة العلمية الواسعة لرفات الموتى والثقافة المصرية القديمة المستوحاة من هذه الحملة. لعبت الحملة أيضًا دورًا في مناقشة قضايا تخص العِرق والجندر والهوية القومية، بالإضافة إلى تأثيرها الجمالي على الأدب والفنون والهندسة المعمارية. يشكل الهوس بالمصريات أهمية خاصة للثقافة الأمريكية بسبب الطريقة التي نجح بها نموذج مصر القديمة في خلق الشعور بالمواطنة أثناء القرن التاسع عشر. غير أن لمصر تأثيرًا ملموسًا على التصور الثقافي لجميع الثقافات الغربية.

## التاريخ
كان الانبهار بمصر موجودًا منذ آلاف السنين، حيث عُرفت معابد إيزيس في اليونان بحلول القرن الرابع قبل الميلاد. استورد الرومان العديد من القطع المصرية الأصيلة وابتكروا أعمالهم «المصرية» الخاصة: فيلا هادريان في تيفولي، التي بنيت حوالي 125 - 134 م، تضم حديقة مصرية بها تماثيل تمصير مارك أنطوني، الذي كان قد ألهته هادريان بعد غرقه في النيل. كما بنى الرومان مقابر هرمية وعبدوا الآلهة المصرية. أصبحت إيزيس، التي تحظى بالاحترام في جميع أنحاء الإمبراطورية الرومانية، والتي غالبًا ما تظهر وهي تحمل حورس في حضنها، نموذجًا أوليًا للصور المسيحية للعذراء والطفل.
منذ وصول الفتح الإسلامي لمصر عام 641 م وحتى أواخر القرن السابع عشر الميلادي، قام عدد قليل من الأوروبيين بزيارة مصر، على الرغم من أنهم استوردوا مومياوات في وقت مبكر من القرن الثالث عشر، وعادة ما يتم طحنها واستخدامها طبيًا أو كصبغة في اللوحات. وهكذا استندت دراسة مصر إلى حد كبير على الآثار المصرية والتمصير المكتشفة في الآثار الرومانية، وخاصة في روما وأماكن أخرى في إيطاليا. أصبحت الآلهة التي تم تصويرها على منسا إيزياكا، وهي طاولة برونزية مطعمة تعود للقرن الأول الميلادي ربما من ملاذ إيزيس، وتمثال مارك أنطوني بجسم كلاسيكي وأزياء مصرية زائفة أصبحت معايير لتصوير الشخصيات المصرية، في حين أن نسب روما كان الهرم الباقي، الذي تم بناؤه لـ كايوس سيستيوس (حوالي 12 قبل الميلاد)، نموذجًا أوليًا للتمثيلات الأوروبية للأهرامات. بدأ العلماء في التمييز بين أعمال التمصير الرومانية والمصرية والرومانية فقط في أواخر القرن السادس عشر وأوائل القرن السابع عشر.
أدت إعادة اكتشاف المؤلفين الكلاسيكيين، بمن فيهم هيرودوت، إلى تغذية اهتمام عصر النهضة بمصر. كانت النصوص المحكمية ذات أهمية خاصة، والتي يُزعم أنها ألفها هرمس الهرامسة («تحوت العظيم ثلاث مرات»)، وهو مصري أسطوري تم تحديده أحيانًا مع الإله وينسب إليه الفضل في اختراع الكتابة والعلوم. لقد قاموا بتلوين الأفكار الغربية حول مصر منذ ذلك الحين، حيث كانت ذات أهمية خاصة للحركات الباطنية مثل الصليب الوردي (أواخر القرن السادس عشر الميلادي - أوائل القرن السابع عشر الميلادي) والماسونية (القرن الثامن عشر الميلادي). أعاد الباباوات بناء المسلات في روما، وعادت العناصر المصرية إلى الظهور في زخارف الغرف. بحلول منتصف القرن السابع عشر الميلادي، كان برنيني يصمم مقابر هرمية للباباوات، وتناثرت تماثيل أبي الهول والمسلات في الحدائق الملكية في أوروبا.
انتشر الاهتمام بمصر في القرن الثامن عشر الميلادي، من فلاسفة التنوير إلى الشعراء الرومانسيين. كتب برنارد دي مونتفوكون (1675 - 1741) أول تحليل غير صوفي لآثار أوروبا المصرية، على الرغم من تصويرها بالأسلوب الهلنستي. قام المهندسون المعماريون، الذين شاهدوا الآثار السامية في مصر، بتصميم مبانٍ «مصرية» لإغراء المشاهدين، وبنوا مقابر هرمية، ووضعوا المسلات في الحدائق العامة. ظهرت أولى الأدوات المصرية ليوشيا ويدجوود عام 1768، وفي عام 1769 نشر جوفاني باتيستا بيرانيزي محاولة مبكرة لأسلوب مصري متماسك. كانت رواية الأب تيراسون سيتوس، التي نُشرت عام 1731، مصدرًا للإلهام لموتسارت المتأثر بالماسونية الناي السحري، والذي ظهر لأول مرة في عام 1791. ومع ذلك، بدأ استكشاف مصر متأخرًا نسبيًا، كتب المسافر الدنماركي فريدريك لويس نوردن (1737)، الذي غامر حتى النوبة، وكان الإنجليزي ريتشارد بوكوك (1743) من بين أقدم المعلومات المباشرة عن مصر.
وهكذا كان الاهتمام مرتفعًا بالفعل في عام 1798 عندما غزا نابليون مصر بالعلماء والجنود. أدت الحملة الاستكشافية ووصفها الضخم «كتاب وصف مصر»، والتي بدأت في الظهور عام 1809، إلى انفجار الهوس بالحضارة المصرية القديمة. تم توفير الزخم الإضافي من خلال فك رموز اللغة الهيروغليفية جان فرانسوا شامبليون (1822)، مما يثبت أنها لغة وليست رموزًا صوفية، ومن خلال تركيب مسلة في باريس (1836). جلبت البعثات العلمية والأفراد المغامرون مثل جوفاني باتيستا بلزوني أشياء لمجموعات المتاحف الجديدة، بينما كشف فنانون مثل ديفيد روبرتس والمصورون الأوائل عن مصر للعالم. عززت المعارض الدولية، التي بدأت بمعرض كريستال بالاس بلندن (1854)، انتشر الهوس بالحضارة المصرية القديمة من خلال تقديم نسخ من المباني المصرية وعرض القطع الأثرية المصرية. ساهم افتتاح قناة السويس (1869) وإقامة المسلات في لندن (1878) ونيويورك (1881).
انتشرت العادات المصرية في التصميم الداخلي والفنون الزخرفية في القرن التاسع عشر الميلادي. عرض الأثاث الكلاسيكي الجديد دعامات من نوع أنتينوس وأفاريز لوتس وأشياء زخرفية (على سبيل المثال، ساعات رف مع زوج من المزهريات أو المسلات) والجعران الرياضية، والخراطيش، وأبو الهول، والخدمات الصينية تحمل الزخارف المصرية. ومع ذلك، في القرن التاسع عشر، ظل الهوس بالحضارة المصرية القديمة في الفنون الزخرفية إلى حد كبير حكرًا على أولئك الذين يستطيعون تحمل تكلفة الأشياء باهظة الثمن.
تنوع الهوس بالحضارة المصرية القديمة في المجال المعماري في القرن التاسع عشر من بوابة تسارسكو سيلو (سانت بطرسبرغ، 1827 - 1830)، استنادًا إلى أبراج في الوصف، إلى القاعة المصرية الخيالية لوليام بولوك (لندن، 1812). تم تصميمه لجذب العملاء، حتى أنه يضم معرضًا مبكرًا للآثار المصرية (1821 - 1822). استخدم المهندسون المعماريون أيضًا ارتباطات مصر مع المتانة لتهدئة المخاوف من التقنيات الجديدة: الخزانات لها جدران ضخمة ومدمرة، بينما تدعم الأبراج والمسلات الجسور المعلقة. استذكرت مباني الجامعات والمتاحف على الطراز المصري سمعة مصر في الحكمة. في أمريكا، أدى تمصير السجون إلى إثارة الطبيعة السامية للقانون لإلهام الإصلاح. استحضرت مقابر الحدائق الجديدة مثل هاي جيت (لندن، 1839) سمات مصر التي تتحدى الزمن مع بوابات الصرح وضريح على شكل معبد.
استخدم الكتاب والفنانون والملحنون أيضًا موضوعات مصرية. ظلت روايات تيوفيل غوتييه شائعة في القرن العشرين، ولم تكن روايات جوزيبي فيردي، التي تم إنشاؤها لافتتاح دار الأوبرا المصرية (1871)، أول أوبرا مصرية أو الوحيدة. ومع ذلك، حتى عندما أصبحت مصر مفهومة بشكل أفضل، مما سمح لمصممي المسرح، على سبيل المثال، بالتطلع إلى الدقة الأثرية والرسامين لتقديم الآثار المصرية بأمانة (إذا كانت في كثير من الأحيان على نطاق صغير أو موسع)، ظلت المصادر والأفكار القديمة لمصر الغامضة شائعة. لعبت سارة برنار دور كليوباترا السابعة (1890) باعتبارها الفاتنة التقليدية، في حين ساعدت قصة آرثر كونان دويل «لوط رقم 249» (1892) في الترويج للمومياء الشريرة المعاد إحياءها.
في أوائل القرن العشرين، أتاح الإنتاج الضخم تمصير العناصر على نطاق واسع. استغلت صناعة السينما الوليدة مصر بشغف بأفلام مثل الرومانسية المومياء (1910 - 1911)، بناءً على رواية تيوفيل غوتيه لعام 1857)، وكليوباترا (فيلم 1917) ، والملاحم التوراتية (الوصايا العشر (فيلم) ، 1922 - 1923). عرضت القاعة المصرية الأفلام من عام 1896 حتى تم هدمها في عام 1904، وظهرت أول قصور سينمائية في أوائل العشرينات من القرن الماضي. على مدار القرن، أدى التعليم الأكبر، والاكتشافات الجديدة، وقبل كل شيء، نمو وسائل الإعلام إلى تعزيز التقدير الأوسع لمصر القديمة ودمقرطة مصر القديمة.
أطلق اكتشاف مقبرة توت عنخ آمون عام 1922 موجة من الهوس بالحضارة المصرية القديمة استمرت حتى الحرب العالمية الثانية، مما أثر على حركة الفن زخرفي بأكملها وألهم الكتاب منتوماس مان إلى أجاثا كريستي. حافظ فيلم «المومياء» (1932) وخلفاؤه على فكرة مصر الغامضة، بينما رأت كلوديت كولبيرت في كليوباترا (فيلم 1934) أن التاريخ ذريعة للمشهد، وهو تقليد استمر في تأليف كليوباترا (فيلم 1963) للمغنية إليزابيث تايلور (1963). استخدم المهندسون المعماريون الخطوط والأشكال النقية لمصر (التي يُنظر إليها الآن على أنها حديثة)، ويجمعونها أحيانًا مع الزخرفة المصرية المتقنة كما هو الحال في مبنى كرايسلر بنيويورك (1930). ومع ذلك، كانت العمارة المصرية المحلية نادرة باستثناء ولاية كاليفورنيا، حيث ربما كانت مستوحاة من المناخ المشمس وصناعة السينما القائمة على الخيال في هوليوود.
بعد الحرب العالمية الثانية، اختفى الهوس بالحضارة المصرية القديمة فعليًا، على الرغم من أن اكتشاف عام 1954 للقارب الشمسي بالجيزة ألهم هاورد هوكس فيلم أرض الفراعنة (فيلم) ، وظلت المومياوات تحظى بشعبية في الأفلام وأفلام الخيال. أثارت الجولة العالمية عام 1978 لمشغولات توت عنخ آمون اهتمامًا جديدًا يستمر حتى القرن الحادي والعشرين، كما يتضح من انتشار الأفلام الوثائقية والكتب حول مصر. ومع ذلك، استمرت التقاليد السابقة. تعزز سمعة مصر في الحكمة والمتانة التقنيات الحديثة اليوم. في ولاية تينيسي، يذكّر مدخل الصرح في حديقة حيوان ممفيس (1990 - 1991) بالمباني التعليمية التي تعود إلى القرن التاسع عشر، في حين أن كازينو الأقصر في لاس فيغاس (1993) خلف القاعة المصرية. تنتشر المومياوات الشريرة في الأفلام، وتزدهر الأفكار القديمة عن «مصر الغامضة». يبقى موقع مصر الخالدة رائعا إلى الأبد.

## الثقافة

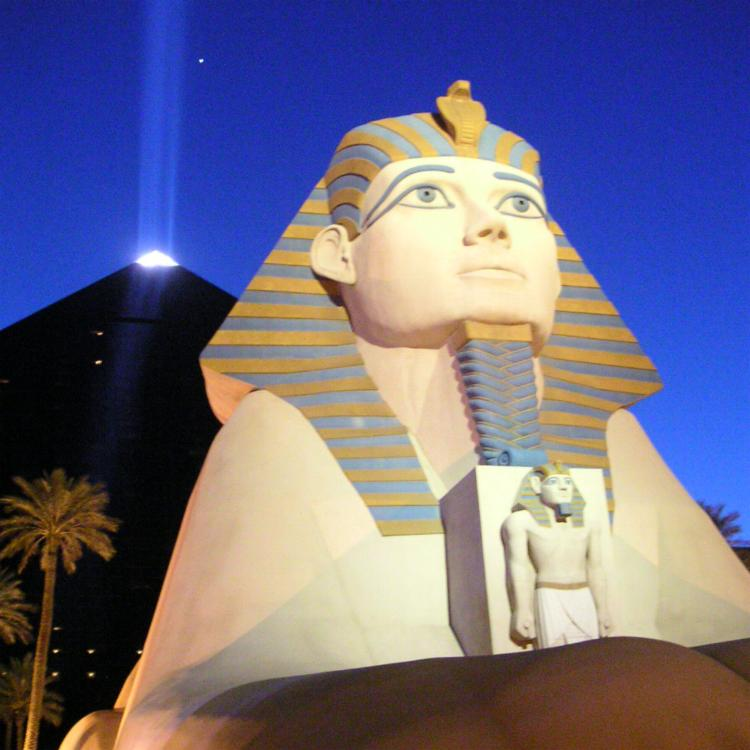
يعدّ فندق الأقصر لاس فيجاس بولاية نيفادا الأمريكية من الأمثلة المعاصرة على تأثير الثقافة المصرية القديمة في الولايات المتحدة.

أثّر الافتتان بمصر القديمة على كل مجالات الثقافة الغربية، منذ أوائل القرن التاسع عشر. من أهم المجالات الثقافية التي تأثرت بالهوس بالمصريات: الأدب، والهندسة المعمارية، والفن، والأفلام، والسياسة، والدين. كانت هناك موجتان مهمتان من الهوس بالمصريات في القرن التاسع عشر، خاصةً في الفنون والتصميم، وكلتاهما نتجت عن مؤلفات مطبوعة عن مصر أصبحت مشهورة: كتاب «رحلة بحرية إلى مصر العليا والسفلى» الذي كتبه دومينيك فيفانت (1802)، ومجلدات «وصف مصر» التي نُشرت عام (1809). أصبح الناس أكثر اهتمامًا بالثقافة المصرية وكل ما يتعلق بها نتيجة لهذه المؤلفات. أُدرجت صور وعروض مصر القديمة في مجموعة واسعة من القطاعات الثقافية. إذ لم تؤثر على الفنون التشكيلية في الولايات المتحدة فحسب، بل وفي مختلف أنحاء العالم الغربي، مثل: أوبرا عايدة الشهيرة لجوزيبي فيردي.

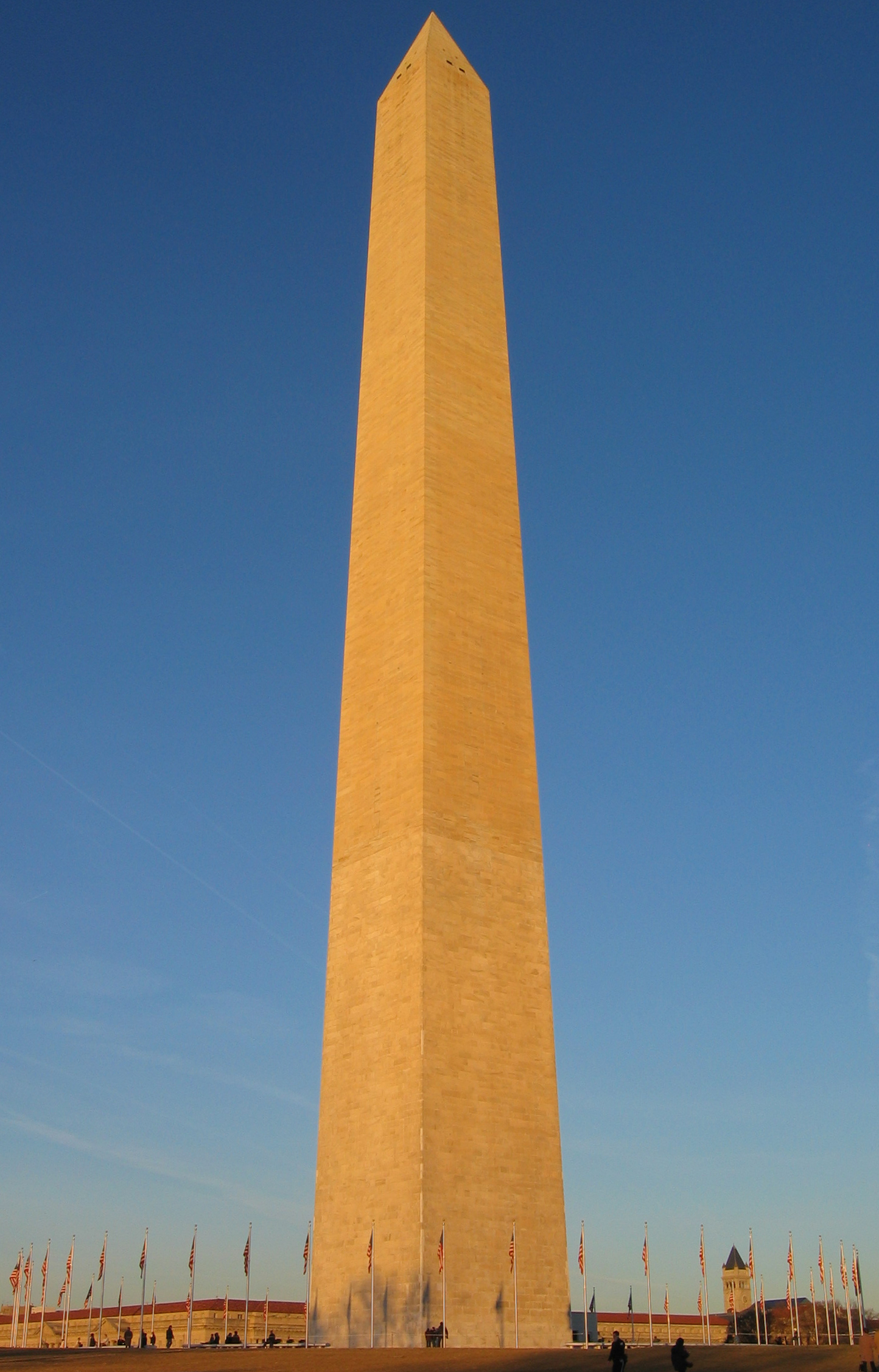
مسلة نصب واشنطن وسط واشنطن العاصمة بالولايات المتحدة المستوحاة من العمارة المصرية القديمة.

تُستخدم الصور والرموز المصرية أيضًا لأغراض أقل أهمية، مثل: أطقم تقديم الحلوى، والأثاث، والزخرفة، والفن التجاري أو حتى الإعلانات. أُقيمت حفلات ومناسبات عامة متخذة من كلمة «مصر» شعارًا لها، كان الناس فيها يرتدون أزياء خاصة. عمومًا، كان الناس مفتونين بكل ما يتعلق بمصر. لا يزال هذا النوع من الافتتان بمصر وبكل الأشياء المصرية موجودًا حتى اليوم. تُقام العديد من المعارض المختلفة عن الثقافة المصرية في المتاحف في جميع أنحاء العالم مُظهرة اهتمام الناس المستمر بها. من الأمثلة البارزة على ذلك -والتي تعكس أيضًا المعنى الثقافي لهذا الافتتان- معرض «الهوس بالمصريات: مصر في الفن الغربي، 1730 - 1930» (باريس، متحف اللوفر، 20 يناير - 18 أبريل 1994، أوتاوا، المعرض الوطني الكندي، 17 يونيو -18 سبتمبر 1994، فيينا، متحف متحف كونستوريستيتش، 16 أكتوبر 1994 - 29 يناير 1995). نُشر فهرس المعارض بواسطة المعرض الوطني لكندا في عام 1994 بواسطة (هامبرت وغيره).
توغلت الثقافة المصرية في الأدب الأمريكي، والفنون المرئية، والهندسة المعمارية؛ فأصبحت معرفة عامة عن الثقافة المصرية القديمة، مستفيدةً من هذه المعرفة في الجدل المعاصر حول الهوية القومية والعِرق والرِق. فقد صارت بعض العناصر بعينها تميز الثقافة المصرية وأصبحت رمزًا لها. مثلت المومياء -على سبيل المثال- افتتان الأمريكيين بالموتى الأحياء وبالبعث. وصل هذا الافتتان إلى حد تنظيم «حفلات للكشف عن المومياوات»، ما دفع الأمريكيين أكثر وراء الأساطير المصرية هستيريًا. شكلت كليوباترا، والكتابة الهيروغليفية، وفك التشفير، والهرم باعتباره متاهة ومقبرة أمثلةً أخرى على الإنتاج المثمر لمصر القديمة في الغرب وتحديدًا في الولايات المتحدة منذ القرن التاسع عشر. من بين الأعمال الأدبية المعروفة التي تستخدم هذه الإشارات الرمزية إلى مصر: «بعض الكلمات مع مومياء» بقلم إدغار آلان بو، و«مفقود في هرم، أو لعنة المومياء» بقلم لويزا ماي ألكوت، أو ذا ماربل فون بقلم ناثانيال هاوثورن. يُطلق على تأثير الثقافة المصرية القديمة في العمارة اسم إحياء العمارة المصرية، وهي تعبير مهم عن العمارة الكلاسيكية الجديدة في الولايات المتحدة. أُدمجت الصور والأشكال والرموز المصرية المعروفة في الأسلوب المعاصر. تُعد عمارة المقابر والسجون أفضل شاهد على هذا التأثير .

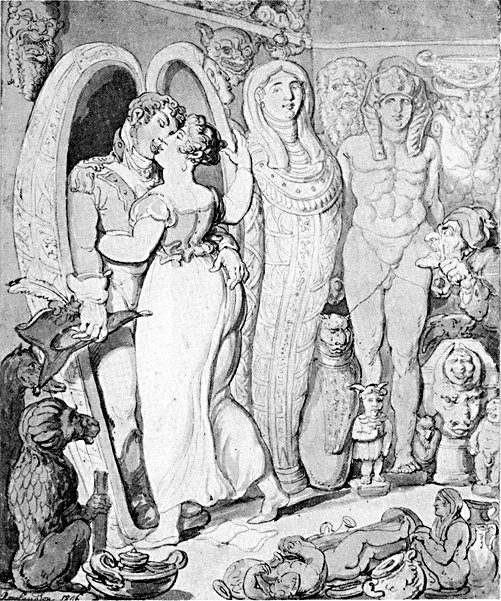
الكاريكاتير البريطاني (1806)

كانت رموز الإحياء المصرية والهندسة المعمارية شائعة بشكل خاص لبوابات المقابر وشواهد القبور والنصب التذكارية العامة في القرن التاسع عشر وأوائل القرن العشرين. كانت أضرحة الأهرام، والمصاطب ذات الأسطح المسطحة، وأعمدة اللوتس، والمسلات، وأبو الهول شائعة بشكل خاص في المقابر الريفية أو الحدائق في القرن التاسع عشر. على سبيل المثال، تم تشييد بوابة مقبرة جبل أوبورن في بوسطن ومقبرة شارع غروف في نيو هافن بولاية كونيتيكت بأسلوب النهضة المصرية.

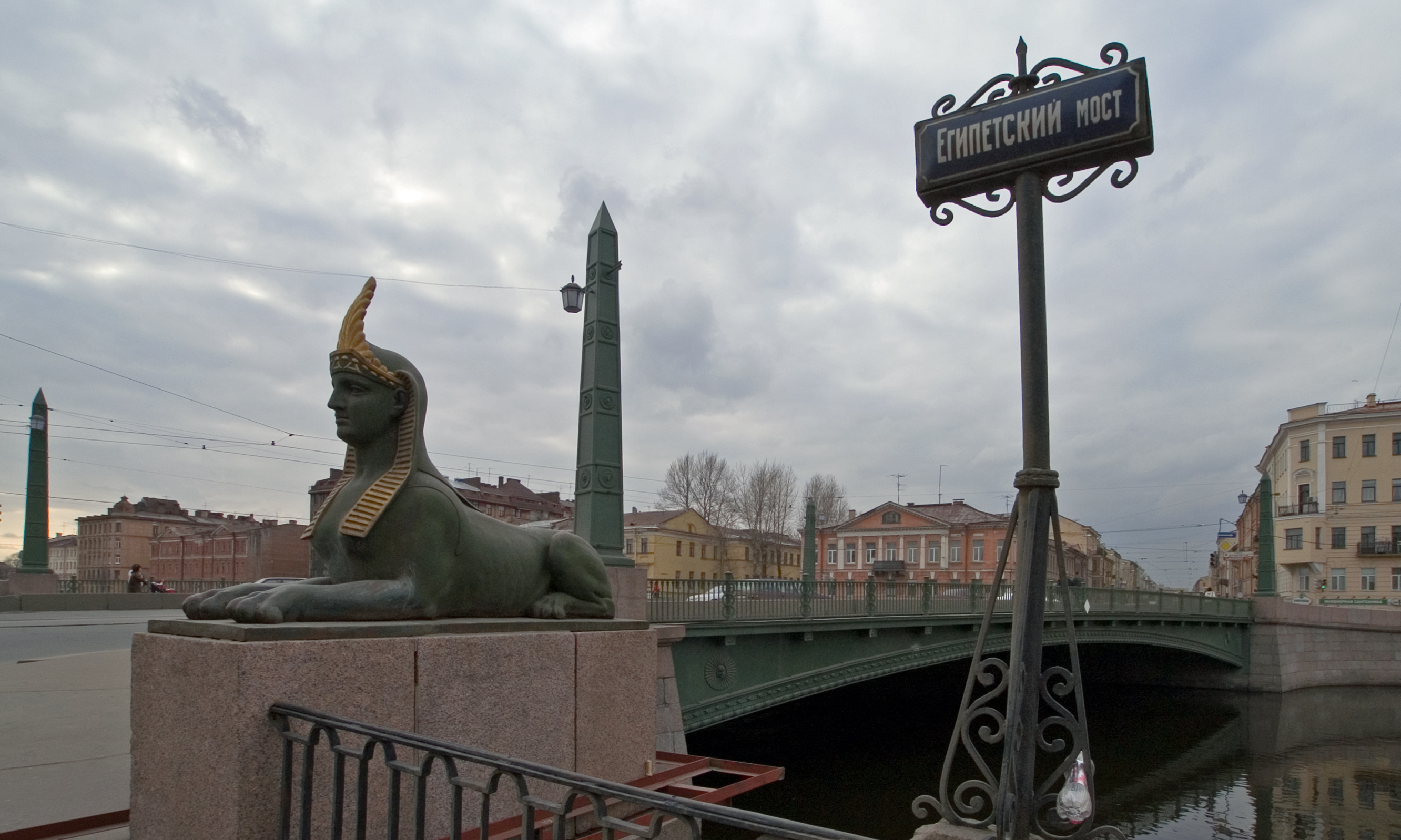
الجسر المصري في سانت بطرسبرغ.

ومن الأمثلة الأخرى على هذا التأثير بيت الهرم الذهبي في إلينوي أو المسلة الشهيرة (نصب واشنطن) في أفلام واشنطن العاصمة مثل "المومياء (1999) (في حد ذاته إعادة صنع لفيلم المومياء (فيلم 1932)) وتتابعاته تثبت أن مصر القديمة واكتشاف أسرارها لا يزالان يمثلان نقطة مرجعية قوية للغرب المعاصر. الثقافات. تشمل النصوص العلمية المهمة حول هذه الظاهرة في الثقافة الأمريكية كتاب سكوت ترافتون "أرض مصر" (2004) وكتاب إم جيه شويلر "يو إس". الاستشراق  (1998).